# Liste d'écrivains cambodgiens
Cette liste chronologique d'écrivains cambodgiens vise à devenir la liste la plus complète possible des écrivains (et journalistes) cambodgiens reconnus.

## 800
- Yajnavaraha (en) (10e siècle), prêtre-médecin et médecin royal,
- Indradevi (en) (12e siècle), reine théologienne,

## 1600
- King Thommaracha II (en fonction 1629–1634)

## 1700
- Ang Duong (1796-1860), roi et écrivain

## 1800
- Vénérable Preah Botumthera Som (en) (1852-1932), moine, écrivain
- L'Okhna Suttantaprija Ind (en) (1859-1924), écrivain, poète
- Aruna Yukanthor (1860-1934)[1], La cantate angkoréenne (1923), Boniments sur les conflits de deux points cardinaux (1931), Prière haute (1935)
- Krom Ngoy (Ouk Ou, 1865-1936), poète, chanteur, musicien de Kse diev (en),
- Sou Seth (1870?-),
- Nou Kan (1874-1947), arrière-grand-père de Soth Polin, Teav-Ek (1920 ?), reprise de Tum Teav, adapté au cinéma dans Teav Aek (en) (1972, de Biv Chai Leang),
- Chhim Krasem (en) (1870c-1950c),
- Qiṅ Kheṅ[2], Lpoek dūnmān kūn cau cin [3], poème gnomique en vers de 7 syllabes, publié en 1934,

## 1900
- Nhok Them (en) (Ñʺuk Thaem, 1903-1974)[4], moine bouddhiste, traducteur, enseignant, romancier, Pisac sneha (Pīsāc snehā, La fontaine de l'amour, 1942), Kolap pailin (1984, La rose de Païlin (1995)),
- Makhali-Phâl (Pierrette Guesde, 1908-1965), franco-cambodgienne, poétesse, romancière, La Favorite de dix ans (1940), Narayana ou Celui qui se meurt sur les eaux (1942),
- Rim Kin (1911-1959), écrivain, Sophat/Suphat (1938), premier roman moderne cambodgien en prose,
- Kim Hak (1910?-), Tek Tonle Sap (1939 prépublication en revue, 1941 en livre),
- Nou Hach (en) (1916-1975), Phka Sropoun (en) (1949),

## 1920
- Yan Heng (1921-1967), Kambul kamsat (La détresse suprême, 1944), Kambul senha (L'amour suprême, 1946), Prajum rioen lpoek / Recueil de fables, 1950),
- Saloth Chhay (en) (1922-1979, Sarin Chhak), journaliste, activiste,
- Norodom Sihanouk (1922-2012), roi, réalisateur,
- Keng Vannsak (en) (1925-2008), universitaire, philosophe, linguiste, exilé à Paris,
- Hang Thun Hak (1926-1975), universitaire, politique, dramaturge
- Mith Sokhon (1929?-),
- Suy Hieng (1929-1990c), écrivaine,

## 1930
- Chheng Phon (1930-2016), acteur, dramaturge, ministre,
- Sinn Sisamouth (1932-1976), musicien, compositeur, chanteur, parolier,
- Nhek Dim (en) (1934-1978), artiste, peintre, compositeur, écrivain,
- Kong Bunchhoeun (en) (1939-2016), poète, parolier, nouvelliste, romancier, réalisateur, Le destin de Tat Marina (2000), Une mystérieuse passagère,
- Keo Chambo,
- Chuon Nath, moine bouddhiste, écrivain,

## 1940
- You Bo (en) (1945c-), enseignant, écrivain, Un guide du bonheur (1962, Un médecin de 195 ans (1964), La chute de deux étoiles (1967),
- Chuth Khay (en) (1940-), écrivain, traducteur, nouvelliste, Un fantôme au cœur de Phnom-Penh, Goules, démons, et autres créatures infernales...,
- Dith Pran (1942-2008), photojournaliste, figure transposée dans le scénario du film La déchirure,
- Vandy Kaonn (en) (1942-), analyste, sociologue, philosophe, en cambodgien et en français, a travaillé pour le programme cambodgien de RFI,
- Khin Sok (en) (1942-2011), historien'
- Soth Polin (1943-), romancier, nouvelliste, éditeur, exilé (France, États-Unis), Une vie absurde (1965),  L’Anarchiste (1980),
- Pich Tum Krovil (en) (1943-2015), poète, acteur du renouveau théâtral cambodgien, National Hero for Cambodian Arts (2002),
- Hak Chhay Hok (en) (1944-1975), écrivain, romancier prolifique, L’amour à dos de vache,
- Khun Srun (en) (1945-1978), écrivain, poète, nouvelliste, La dernière résidence (1972), L’Accusé (1973), Je déteste le mot et la lettre ត (tâ),
- Yim Guechse (en) (1946-, Allemagne), écrivain, poète,
- Vann Nath (1946-2011), artiste, écrivain, activiste,
- Sam Rainsy (1949-), homme politique, Des racines dans la pierre, mon combat pour la renaissance du Cambodge (2008),

## 1950
- Khieu Kanharith (en) (1951-), écrivain et ministre,
- Mao Samnang (en) (1959-), écrivaine, nouvelliste, scénariste,
- Pal Vannarirak (1954-), écrivaine, scénariste, parolière, romancière, L’Espoir au bout du nouvel horizon (1988c), je ne peux guère t'oublier (1995),

## 1960
- Reach Sambath (en) (1964-2011), journaliste,
- Soma Norodom (en) (1969-), journaliste,
- Biv Chhay Lieng (1960?-),
- Say Khun (1960?-),
- Lada Vallantin Dulac (1965-2020), documentaliste, écrivain, parolière Ladavann, une orchidée sauvage, Ladawan, wild orchid, (en khmer), Monalada, une princesse à Angkor.

## 1970
- Chath Piersath (1970-), écrivain, poète, humanitaire,
- Hang Serei Odom (en) (1970-2012), journaliste,
- Loung Ung (1970-), activiste, conférencière,
- Somaly Mam (1970-),
- Theary Seng (1971-), avocate, militante,
- Mey Son Sotheary (1977-), nouvelliste, romancière,

## 1980
- Santel Phin (en) (1980-), écrivain, blogueur (Khmer Bird (en)),
- Peuo Tuy (en) (1980?-, USA), poétesse,
- Sok Chanphal (en) (1984-), auteur de chansons,

## sans dates
- Sokunthary Svay (en)
- Peuo Tuy (en)
- Suong Mak, Boyfriend (2010), Une jeune fille pas comme il faut (2014)
- So Phina, Bophana – La fleur qui ne flétrit pas, Le Chien noir
- Huot Socheata
- Pech Sangwawann[5]
- Suphany Oum[6]
- Ouch Vutha, Uom Niroth, Hou Yath, Nget Sophorn, romanciers et nouvellistes,
- Sok Sothon, Pol Pisey, Uk Sau Bol, Eum Sarom, Som Sophierin, Hy Kim Siep, poètes,
- Yem Samna, Wa Samart, Un Sok Hieng, Phu Yaat, Saim Phuneary,
- Lauréats du prix SEA : Kong Bun Chhoeun, Mao Ayuth, Seng Sam An, Kim Pinun, Chey Chap, Miech Ponn, Vannarirak Pal, Ourn Suphany, Sin Touch, Var Sam Ath, Kho Tararith, Sok Chanphal
- Im Lim